# Jan Muthmann

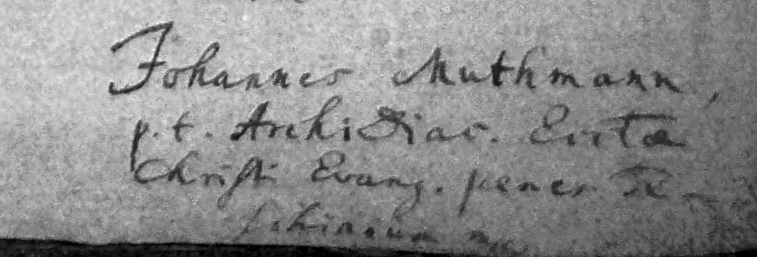
Autograf Muthmanna w metryce z księgozbioru Biblioteki Tschammera

Jan Muthmann, także Jan Muthman, niem. Johann Muthmann, (ur. 28 sierpnia 1685 w Komorznie, zm. 30 września 1747 w Schlettwein) – pastor, pietysta, teolog, autor pierwszej polskiej książki na Śląsku Cieszyńskim.
Ukończył studia teologiczne w Lipsku, a następnie przez 21 lat był archidiakonem w Cieszynie. Podejrzany o sprzyjanie pietyzmowi wraz ze swoimi współpracownikami Samuelem Ludwikiem Zasadiusem i Janem Adamem Steinmetzem musiał opuścić parafię. Ostatnie lata  życia spędził jako superintendent w Księstwie Saksonii-Coburg. Jest autorem trzech książek.